# Ofrivillig barnlöshet
Ofrivillig barnlöshet innebär att inte kunna bli gravid eller att inte kunna fullfölja graviditeten. Att inte kunna fullfölja en graviditet kan yttra sig i upprepade missfall. Att inte kunna bli gravid kallas också infertilitet eller sterilitet.
Uppskattningsvis 10–15 % av alla par i Sverige upplever någon gång svårigheter att bli gravida. Det kan finnas många orsaker till att man inte lyckas uppnå graviditet. Uppskattningsvis beror en tredjedel av fallen på något fel hos mannen (där sänkt funktion hos spermierna är den vanligaste orsaken), och en tredjedel på något fel hos kvinnan. I den återstående tredjedelen finns fel hos både kvinnan och mannen.

## Definition
Ofrivillig barnlöshet definieras ofta som antingen en sjukdom, ett funktionshinder och en livskris.

### Sjukdom
Infertilitet är ett medicinskt tillstånd där det finns fysiologiska hinder för att en graviditet ska uppstå. I vardagligt tal används infertilitet och ofrivillig barnlöshet som synonymer. Sjukvårdens definition av infertilitet, eller ofrivillig barnlöshet, är ett år av regelbundna, oskyddade samlag utan att det gett upphov till barn. Två års regelbundna samlag utan att det resulterar i barn definieras av Världshälsoorganisationen (WHO) som infertilitet.
Enligt regeringens proposition "Prioriteringar i hälso- och sjukvården" från 1996 ska sjukvården prioritera behandling av ofrivillig barnlöshet på samma sätt som behandling av andra skador och sjukdomar.
Vanliga orsaker till ofrivillig barnlöshet är endometrios, polycystiskt ovariesyndrom, anovulation, ovarialsvikt, problem med spermie- eller spermaproduktionen (azoospermi respektive aspermi) och skador på äggledare.

### Funktionshinder
Ofrivillig barnlöshet är även klassat som ett funktionshinder och finns med i internationell klassifikation av funktionstillstånd, funktionshinder och hälsa under kod b6600.

### Livskris
Ofrivillig barnlöshet kan orsaka en långvarig livskris. Vid psykiska trauman som orsakar en krisreaktion är det vanliga att krisen efter några veckor går vidare till bearbetningsfas och nyorientering, men vid ofrivillig barnlöshet kvarstår krisreaktionen ibland så länge som 20 år efter avslutad behandling. Ofrivillig barnlöshet leder därigenom till betydande psykisk ohälsa och sänkt livskvalitet.

## Utredning och behandling

### Utredning
En infertilitetsutredning syftar till att hitta orsaker till barnlösheten, eftersom den styr valet av behandlingsmetod. Mannen får lämna ett spermaprov och infektionsprover. Om spermiekvaliteten är kraftigt nedsatt, Oligozoospermi, görs ytterligare utredning, exempelvis hormonanalys och kromosomtest. Ibland finns inga spermier i ejakulatet, Azoospermi, men det är möjligt att få fram spermier från bitestiklarna och därigenom möjliggöra IVF.
Kvinnan får genomgå en gynekologisk undersökning, där läkaren kontrollerar att hon har normal anatomi och tittar på äggstockarnas utseende. Genom att titta på äggstockarna med ultraljud kan läkaren göra en grov uppskattning av äggstocksreserven. Vid polycystiskt ovariesyndrom har äggstockarna ofta ett karaktäristiskt utseende med många omogna äggblåsor. Vid endometrios går det ibland att se cystor på äggstockarna. För att kontrollera äggledarfunktionen genomförs ett hysterosalpingografi, där kontrastvätska sprutas in i äggledarna och passagen äggledarna därefter kontrolleras med ultraljud.  Kvinnan får alltid göra en hormonanalys, där exempelvis anti-müllerskt hormon, luteiniserande hormon, follikelstimulerande hormon och prolaktin mäts, bland annat för att utreda äggreserven. Man kollar även TSH, eftersom sköldkörtelrubbningar kan orsaka infertilitet hos kvinnor. Kvinnan får också lämna infektionsprover. 

#### Oförklarad barnlöshet
Det är inte alltid som orsaken till barnlösheten hittas och många får därför aldrig en förklarande diagnos.
Utredningar som inte påverkar behandlingen genomförs ofta inte, exempelvis rutinmässiga titthålsoperationer för att hitta mild endometrios eller kromosomanalyser utan misstanke om kromosomfel, eftersom de innebär en kostnad för sjukvården utan att behandlingen förändras. I fallet med titthålsoperationer innebär ingreppet dessutom en risk för patienten. Det gör att vissa av de som får veta att de är "oförklarat barnlösa" har fysiska problem som skulle gå att identifiera.

### Behandling
Behandlingen beror på orsaken till infertiliteten. Den vanligaste och effektivaste behandlingsformen är IVF. Vid PCOS ges ägglossningsstimulerande läkemedel.
Sedan 2005 har även samkönade kvinnliga par möjlighet att få barn genom assisterad befruktning på sjukhus i Sverige.